# Джанет Уинтърсън
Джанет Уинтърсън (на английски: Jeanette Winterson) е английска журналистка, сценаристка и писателка на произведения в жанра социална драма, исторически роман, хорър, фентъзи, детска литература и документалистика. В България е издавана и като Джанет Уинтерсън.

## Биография и творчество
Джанет Уинтърсън е родена на 27 август 1959 г. в Манчестър, Англия. На 21 януари 1960 г. е осиновена от Констанс и Джон Уинтерсън. Израства в Акрингтън, Ланкашър, и е отгледана в петдесятната църква „Елим“. Отгледана е, за да стане петдесятна християнска мисионерка. Започва да пише проповеди на шестгодишна възраст.
На 16-годишна възраст разкрива, че е лесбийка и напуска дома си. Скоро след това тя учи в колежа „Акрингтън и Росендейл“ в Акрингтън, след което следва Английска филология в колежа „Света Екатерина“ на Оксфордския университет, получавайки магистърска степен, като се издържа работейки на различни места – от продавачка на сладолед до санитарка в психиатрия. След дипломирането си се премества в Лондон, където работи като помощник-редактор в издателство „Пандора Прес“, като заедно с работата си пише първия си роман.
Първият ѝ роман „Портокалите не са единственият плод“ е издаден през 1985 г. Полуавтобиографичният ѝ роман разглежда религиозния излишък и човешката мания, като описва борбите на младо момиче срещу властна майка, догмите и ограниченията на религията. Книгата печели наградата „Уитбред“ за дебют. През 1990 г. романът е екранизиран в едноименния телевизионен филм с участието на Джералдин Макюън, и др.
Следващата ѝ книга, пикаресковия исторически роман „Страстта“, е издаден през 1987 г. Той е вдъхновен от връзката ѝ с известната литературна агентка Пат Кавана. В книгата развива темите за любовта, хазарта, съдбата и лудостта, а действието се развива в бурните времена на Наполеонова Европа. Главни герои са младата Виланела, дъщеря на венециански лодкар, която е орисана да бъде различна, и Анри, личният готвач на императора, следващ го от славата до руската гибел, които в тези бурни години срещат своята уникална съдба в едно пътуване през Русия към Венеция. Книгата получава наградата „Джон Луелин Рис“ и я прави световноизвестна. След нея тя се посвещава на писателската си кариера.
През 1989 г. е издаден фентъзи романът ѝ „Полът на черешата“. Действието му се развива в Англия от 17-и век, където едно бебе е намерено да плува в Темза, спасено е от Жената Куче и израства сред 12 танцуващи принцеси, живели дълго и щастливо без съпрузи.
Романът ѝ „Написано върху тялото“ е издаден през 1992 г. В историята красивата Луиз се чувства окована от нещастния си брак и открива страстта, която ѝ липсва, чрез опустошителна връзка и откриване на тялото на любимия човек. Романът получава наградата „Ламбда“.
Произведенията на писателката изследват половите полярности и сексуалната идентичност, а по-късните ѝ романи изследват отношенията между хората и технологиите. За творбите си печели наградата „Уитбред“, наградата БАФТА за най-добра драма, наградата „Джон Луелин Рис“, наградата „Е. М. Форстър“ на Американската академия за изкуство и летература, наградата „Сейнт Луис“ през 2014 г., както и два пъти литературната награда „Ламбда“ за лесбийска литература. През 2006 г. получава отличието Офицер на Ордена на Британската империя, а през 2018 г. и отличието Командор на Ордена на Британската империя за литературната си дейност. От 2016 г. е член на Кралското литературно общество.
От 2012 г. преподава творческо писане в Университета на Манчестър. Пише статии за „Таймс“ и е колумнист в „Гардиън“, както и сценарии за театъра и киното.
В периода 1990 – 2002 г. има връзка с журналистката от BBC и академик Пеги Рейнолдс, а след това с театралната режисьорка Дебора Уорнър. През 2015 г. се жени за психотерапевката Сузи Орбах, с която се разделят през 2019 г.
Джанет Уинтърсън живее в Глъстършър в къща от 17-и век и в Лондон.

## Произведения

### Самостоятелни романи
- Oranges Are Not the Only Fruit (1985) – награда „Уитбред“ за дебют[1][2][3][5][6]
- Boating for Beginners (1985)
- The Passion (1987) – награда „Джон Луелин Рис“
Страстта, изд. „Златорогъ“ (1991), прев. Иглика Василева
- Sexing the Cherry (1989) – награда „Е. М. Форстър“
Полът на черешата, сп. „Съвременник“ с. 33 – 125 (1996), прев. Ирина Черкелова
- Written on the Body (1992) – награда „Ламбда“
Написано върху тялото : едно любовно писмо до любовта, изд.: ИК „Прозорец“, София (2018), прев. Вяра Попова
- Art and Lies (1994)
- Gut Symmetries (1997)
Симетрии на душевността – откъс, изд. „Литературен вестник“ (1999), прев. Иглика Василева
- The Powerbook (2000)
- Lighthousekeeping (2004)
- The Stone Gods (2007)
- The Daylight Gate (2012)
- Frankissstein: A Love Story (2019)

### Участие в общи серии с други писатели

#### Поредица „Митове“ (Myths)
3. Weight: The Myth of Atlas and Heracles (2005)
Тежестта, изд. INK (2006), прев. Ралица Кариева
от поредицата има още 16 романа от различни автори – Маргарет Атууд, Давид Гросман, Али Смит, Карън Армстронг, Виктор Пелевин, Милтън Хоторн, Чинуа Ачебе, Дона Тарт, и др.

#### Поредица „Хогарт Шекспир“ (Hogarth Shakespeare)
- The Gap of Time (2015)

от поредицата има още 6 романа от различни автори

### Новели
- Love (2017)[1]

### Детска литература
- The King of Capri (2003)[1][3][7]
- The Lion, The Unicorn and Me (2009)
- Hansel and Greta (2020)

#### Поредица „Плетница на времето“ (Tanglewreck)
1. Tanglewreck (2006)[2][3]
2. The Battle of the Sun (2009)

### Сборници
- The World and Other Places (1998)[1][7]
- The Brighton Book (2005) – с Луи дьо Берниер, Мег Рософ, Али Смит и др.
- Ox-Tales: Fire (2009) – с Джеф Дайър, Себастиан Фолкс, Марк Хадън, Виктория Хислъп, Джон льо Каре, Викрам Сет, Лайънъл Шрайвър, Али Смит, Уилям Сътклиф, Камила Шамзии Сяолу Гуо
- Christmas Days (2016)
- Eight Ghosts (2017) – с Кейт Кланчи, Стюарт Евърс, Марк Хадън, Андрю Майкъл Хърли, Сара Пери, Макс Портър и Камила Шамзи

### Документалистика
- Art Objects (1995)[1][2]
- Why Be Happy When You Could Be Normal? (2011) – мемоари, награда „Ламбда“[1]
- Stop What You're Doing and Read This! (2011) – с Кармен Калил, Марк Хадън, Майкъл Розен и Зейди Смит
- Courage Calls to Courage Everywhere (2018)
- 12 Bytes : How We Got Here. Where We Might Go Next (2021)

### Екранизации
- 1990 Oranges Are Not the Only Fruit – награда БАФТА за драма, награда в Кан за сценарий[5]
- 1994 Велики мигове в полет, Great Moments in Aviation
- 2010 Kemény csajok nem álmodnak
- ?? Tanglewreck